# Ousmane Diomande
Ousmane Diomande (født 4. december 2003) er en ivoriansk professionel fodboldspiller der spiller som forsvarsspiller for Primeira Liga klubben Sporting CP og Elfenbenskystens fodboldlandshold.

## Klub karriere

### FC Midtjylland
Diomande er et ungdomsprodukt fra den ivorianske klub Olympic Sport Abobo, efter at han kom til i en alder af 10 år. Han skiftede til ungdomsakademiet i den danske klub FC Midtjylland i januar 2020.
Diomande kom til den portugisiske klub CD Mafra den 5. august 2022 på et sæsonlangt lån. Den næste dag debuterede han professionelt med Mafra i et 3-1-nederlag i Liga Portugal 2 til Oliveirense den 6. august 2022.

### Sporting
Takket være imponerende præstationer med Mafra blev Diomandes låneaftale afbrudt halvvejs gennem sæsonen, og han skiftede til Primeira Liga-klubben Sporting CP den 31. januar 2023, hvor han underskrev en kontrakt indtil juni 2027 for et gebyr på €7,5 millioner, hvilket kan stige til €12,5 millioner med tillæg. FC Midtjylland har også ret til 20% af den fortjeneste, Sporting modtager fra en fremtidig transfer. Diomandes frikøbsklausul blev sat til €80 millioner euro.
Diomande debuterede for Lissabon-klubben den 7. februar, hvor han kom ind fra bænken for at erstatte Matheus Reis i de sidste minutter af en 1-0 ligasejr ude over Rio Ave. To uger senere startede han sin første kamp for klubben i en 3-2 ligasejr ude over Chaves, hvor han blev erstattet af Jeremiah St. Juste i det 71. minut. Diomande fik sin europæiske debut den 9. marts, hvor han kom ind fra bænken for at erstatte Ricardo Esgaio i det 77. minut af en 2-2 uafgjort hjemme mod Arsenal i UEFA Europa Leagues ottendedelsfinale. Otte dage senere, i returkampen på Emirates Stadium, startede Diomande inde og spillede hele kampen, da Sporting spillede 1-1 og eliminerede Arsenal via straffesparkskonkurrence. Ivorianeren scorede sit første mål for klubben den 21. maj 2023 i Lissabon-derbyet, hvor han overhalede Álex Grimaldo og headede et hjørnespark fra Nuno Santos i nettet, hvilket gjorde stillingen til 2-0 for Sporting; Benfica reddede dog en 2-2 uafgjort. Sporting CP sluttede sæsonen 2022-23 på 4. pladsen i Primeira Liga og kvalificerede sig dermed til gruppespillet i UEFA Europa League 2023-24.
Den 21. september 2023 scorede Diomande sit første mål i europæiske turneringer gennem et sejrsmål i det 84. minut i en 2-1-sejr ude over Sturm Graz i UEFA Europa League.

## Internationale karriere
Diomande blev indkaldt til Elfenbenskystens landshold til en række kvalifikationskampe til Africa Cup of Nations 2023 i september 2023. Han debuterede i en 1-0 sejr over Lesotho den 9. september 2023.
I december 2023 blev Diomande udtaget til Elfenbenskystens trup til Africa Cup of Nations 2023. Selvom han kun spillede i de første to gruppespilskampe mod Guinea-Bissau og Nigeria, endte Elfenbenskysten med at vinde turneringen den 11. februar efter at have besejret Nigeria 2-1 i finalen.

## Spillestil
Som central forsvarsspiller har han evnen til at spille ud fra baglinjen og drive holdet fremad, hvilket giver hans hold mulighed for at spille sig ud af problemer og hurtigt vende forsvar til angreb. Hans primære styrker er hans fysikalitet, hans udsyn og hans hurtighed, men han har også bemærkelsesværdige egenskaber inden for korte afleveringer, driblinger, positionering, forudseenhed og tacklinger.

## Karriere statistik

### Klub
Oversigten er opdateret til og med 29. april 2025 
| Klub           | Sæson          | Liga            | Liga  | Liga | Taça de Portugal | Taça de Portugal | Taça da Liga | Taça da Liga | Europa | Europa | Andre | Andre | Total | Total |
| Klub           | Sæson          | Division        | Kampe | Mål  | Kampe            | Mål              | Kampe        | Mål          | Kampe  | Mål    | Kampe | Mål   | Kampe | Mål   |
| -------------- | -------------- | --------------- | ----- | ---- | ---------------- | ---------------- | ------------ | ------------ | ------ | ------ | ----- | ----- | ----- | ----- |
| CD Mafra (lån) | 2022–23        | Liga Portugal 2 | 13    | 0    | 1                | 0                | 3            | 1            | —      | —      | —     | —     | 17    | 1     |
| Sporting CP    | 2022–23        | Primeira Liga   | 13    | 1    | 0                | 0                | 0            | 0            | 4      | 0      | —     | —     | 17    | 1     |
| Sporting CP    | 2023–24        | Primeira Liga   | 26    | 2    | 3                | 0                | 1            | 0            | 8      | 1      | —     | —     | 38    | 3     |
| Sporting CP    | 2024–25        | Primeira Liga   | 29    | 2    | 3                | 0                | 2            | 0            | 9      | 0      | 1     | 0     | 44    | 2     |
| Sporting CP    | Total          | Total           | 68    | 5    | 6                | 0                | 3            | 0            | 21     | 1      | 1     | 0     | 99    | 6     |
| Karriere total | Karriere total | Karriere total  | 81    | 5    | 7                | 0                | 6            | 1            | 21     | 1      | 1     | 0     | 115   | 7     |

### Internationalt
Oversigten er opdateret til og med 29. april 2025
| Landshold       | År    | Kampe | Mål |
| --------------- | ----- | ----- | --- |
| Elfenbenskysten | 2023  | 4     | 0   |
| Elfenbenskysten | 2024  | 4     | 1   |
| Total           | Total | 8     | 1   |

## Bedrifter
Sporting CP
- Primeira Liga: 2023–24

Elfenbenskysten
- Africa Cup of Nations: 2023[23]

Individuelt
- Primeira Liga Årets Hold: 2023–24[24]